# خادم ان‌دیایه
سرین خادم ان‌دیایه (فرانسوی: Serigne Khadim N'Diaye‎؛ زادهٔ ۳۰ نوامبر ۱۹۸۴) بازیکن فوتبال اهل سنگال است.
او همچنین در تیم ملی فوتبال سنگال بازی کرده‌است.